# El Sombrerero Loco (cómic)
El Sombrerero Loco (Mad Hatter en inglés), conocido como Jervis Tetch es un supervillano ficticio que aparece en los cómics publicados por DC Comics, comúnmente como un adversario del superhéroe Batman. Está inspirado en El Sombrerero de la novela Alicia en el país de las maravillas de Lewis Carroll, un personaje a menudo llamado el "Sombrerero loco" en adaptaciones de Carroll. Sombrerero Loco es representado como un científico que inventa y usa tecnología dispositivos de control mental para influir y manipular las mentes de sus víctimas. Es uno de los enemigos más duraderos de Batman y pertenece al colectivo de adversarios que conforman la galería de villanos de Batman.
El Sombrerero Loco se ha adaptado sustancialmente de los cómics a varias formas de medios, incluidos largometrajes, series de televisión y videojuegos. Roddy McDowall le ha dado voz en el universo animado de DC y Peter MacNicol en la serie de videojuegos Batman: Arkham. También ha sido interpretado en vivo por David Wayne en la serie de Batman de los años 60 y Benedict Samuel en la serie de Fox Gotham.

## Historial de publicaciones
Creado por Bill Finger y Lew Sayre Schwartz, el Sombrerero Loco hizo su primera aparición en Batman # 49 (octubre de 1948).

## Historia
Al crecer, Tetch era un niño solitario e incómodo, rechazado por otros niños y viviendo en su propio mundo de fantasía. De adulto, se convierte en neurocientífico y, en algún momento, se muda a una pensión propiedad de Ella Littleton. Allí se hace amigo de la hija de Ella, Connie, y sus amigos en el club de computación de su escuela secundaria, a veces ayudándolos con sus proyectos. Unos años más tarde, cuando Connie está en la escuela secundaria, queda embarazada. Temiendo la reacción de su madre extremadamente estricta, Connie le miente y afirma que había sido violada por alguien en el equipo de béisbol de su escuela secundaria, los Gotham Hawks. Ella, a su vez, se acerca a Tetch en busca de ayuda y lo convence de que los Gotham Hawks son "chicos malos". Tetch acepta usar su tecnología de control mental en un miembro del equipo, haciéndolo usar una bomba para matar a los otros jugadores. Aunque este es el primer acto criminal conocido de Tetch, su participación en el atentado con bomba en el vestuario no se descubriría hasta años después.

### Carrera criminal
En su primera aparición como el Sombrerero Loco, Tetch intenta robar un trofeo del Gotham Yacht Club y comienza una ola de crímenes que termina cuando es frustrado por Batman mientras intenta robar a los espectadores de un espectáculo de caballos de la alta sociedad. Tetch es posteriormente enviado al Arkham Asylum (aunque su destino no se revela hasta Detective Comics # 510). El Sombrerero Loco no se vuelve a ver en la Edad de oro de las historietas. En la Edad de plata de las historietas, aparece un impostor Sombrerero Loco y choca con Batman muchas veces. Se revela como un impostor cuando el Sombrerero Loco finalmente reaparece, afirmando haber "eliminado al impostor" (aunque el impostor regresaría por última vez en Detective Comics # 573 en 1987). Acompañado por varios secuaces y un chimpancé mascota (llamado "Carroll Lewis", aunque el Sombrerero Loco afirma que el chimpancé se niega a decirle cómo llegó a tener ese apodo), el Sombrerero Loco secuestra a Lucius Fox, el CEO de Wayne Tech. Aunque retiene a Lucius Fox para pedir rescate, el Sombrerero Loco también revela un dispositivo que le permite copiar el conocimiento en el cerebro de Fox, que tiene la intención de usar para hacer una fortuna adicional. Sin embargo, Lucius Fox es rescatado por Batman, quien también captura al Sombrerero Loco y sus secuaces.
La próxima aparición del Sombrerero Loco marca la primera vez que aparece en los cómics con los dispositivos de control mental por los que finalmente se haría más conocido. Al aliarse con otros villanos en un intento de matar a Batman, Hatter usa un sombrero que controla la mente en El Espantapájaros, lo que obliga al villano (que estaba paralizado por el miedo) a luchar. Cuando Batman vence a sus atacantes, Tetch huye y parece morir en un puente bajo las ruedas de un tren. En realidad, había escapado saltando a un camión que pasaba por debajo del puente. Los encuentros posteriores con Batman resultaron en que Tetch fuera enviado a Arkham.
Durante otro encuentro temprano con Batman, el Sombrerero Loco escapa de Arkham a tiempo para Halloween y establece su hogar en una vieja mansión que había sido abandonada después de un espantoso asesinato años atrás. Retirándose profundamente en sus delirios sobre el País de las Maravillas, Tetch ofrece refugio a los niños fugitivos, pidiéndoles a cambio que se vistan como personajes de Alicia en el País de las Maravillas y asistan a sus fiestas de té, donde les sirve té drogado para mantenerlos sedados. Por esta época, la adolescente Barbara Gordon llega a Gotham, después de haber sido adoptada por su tío, el comisionado Jim Gordon, tras la muerte de sus padres. Barbara se escapa en contra de las órdenes de su tío y va a Gotham Park, donde pronto se encuentra siendo perseguida por un grupo de hombres enmascarados con cuchillos. El grupo la rodea y comienza a insinuar que la abusarán o la violarán, provocándola a gritar pidiendo ayuda. El Sombrerero Loco aparece y asusta a los hombres con su arma. Tetch la lleva a su "País de las Maravillas", donde se espera que interprete el papel de Alice. Cuando ella se niega a tomar té y pide irse, Tetch rompe una tetera con enojo, asustando a otro de los fugitivos para que se escabulle mientras la atención de Tetch está en Barbara. El niño lleva a la policía y a Batman al escondite de Tetch, y Batman derrota a Tetch mientras el comisionado Gordon rescata a Barbara.
Cuando Black Orchid visita el Asilo Arkham, tratando de averiguar más sobre su pasado a través de Hiedra Venenosa, Tetch la ayuda. Después de que Ivy se niega a ayudar a Orchid, Tetch intenta animarla. También revela que ha estado ayudando a otros reclusos en Arkham, como llevar cosas de Ivy para hacer sus híbridos de plantas y animales. "Creo en ayudar a la gente", explica. "Todos fuimos puestos aquí con un propósito, digo. Pero aún así es bueno recibir un agradecimiento". Tetch está encantado de recibir una pequeña flor como agradecimiento por su ayuda. Tetch también es consciente de Animal Man. La identidad de Buddy Baker. Se le ve riendo histéricamente en Arkham con la página final de "El regreso con el hombre de los poderes animales", la segunda historia del Hombre Animal, después de lo cual es arrastrado de regreso a su celda.
En la saga Knightfall, el Sombrerero Loco es el primero en atacar, tras la fuga de Arkham. Invita a todos los criminales a una fiesta de té a la que vendrían Batman y Robin. Uno de los criminales era Film Freak, en quien Tetch usa un dispositivo de control mental y lo envía a buscar a la persona que los sacó de Arkham. Batman y Robin vienen y derrotan al Sombrerero Loco mientras Film Freak es derrotado por Bane. En Robin: Año uno, el millonario dictador del tercer mundo, el generalísimo Lee, contrata al Sombrerero Loco para secuestrar a varias niñas utilizando sus dispositivos de control mental. El Sombrerero Loco lo hace implantando los dispositivos en Walkmen, que les da a las chicas de la escuela de Dick Grayson. Sin embargo, el joven Robin logra derrotar al Sombrerero Loco.
Otro plan consistía en implantar sus dispositivos en tickets de "café y donas gratis" que repartía frente a las comisarías de Gotham. Ese plan lo tenía controlando a la mayoría de los policías de la ciudad, incitándolos a robar para él y, finalmente, a amotinarse. Incluso hizo que los detectives de la policía de Gotham Crispus Allen y Renée Montoya irrumpieran en un banco por él. Sasha Bordeaux ayudó a Batman a detenerlo esta vez. El Sombrerero Loco aparece en Gotham City después de ser sacudido por un devastador terremoto. Se suma a su recuento de cadáveres, asesinando cruelmente a un policía. Su objetivo es desenterrar un tesoro de objetos de valor, que al final resultan ser sombreros clásicos. El papel de Tetch en la muerte del equipo de béisbol de la escuela secundaria Gotham Hawks es finalmente descubierto por los detectives del Departamento de Policía de Gotham City. Tetch, encarcelado en Arkham en ese momento, es entrevistado para tratar de encontrar su motivo. Después de enviar a la policía, diciéndoles que el equipo había sido "niños malos" y que "se lo merecían", Tetch contacta a Ella Littleton y le advierte que la policía podría descubrir su papel en el atentado. Tetch le había regalado uno de sus sombreros que controlaban la mente años antes, que usaba para intentar tomar el control de un guardia y ayudar a Tetch a escapar de Arkham. El Sombrerero es atrapado mientras intenta escapar, y el guardia controlado mentalmente dispara a la policía antes de morir en respuesta al fuego. El propio Tetch recibe varios disparos y lo deja en estado crítico. Angustiada por la noticia, Elle Littleton le dice inadvertidamente a su hija Connie que Tetch había matado al equipo por ella, para "vengar su honor". Connie informa a la policía de todo lo que había sucedido y Ella Littleton es arrestada. Mientras trabajaba con Máscara Negra, el Sombrerero Loco implanta un chip de control mental directamente en el cerebro de Killer Croc, lo que hace que mute de nuevo debido al virus que le habían inyectado a Hush y Riddler. Killer Croc se embarca en una búsqueda para vengarse de los responsables de su mutación y comienza con el Sombrerero Loco. Batman llega a tiempo para salvarlo, pero Killer Croc escapa. Durante Crisis infinita, el Sombrerero Loco es visto por primera vez siendo golpeado rotundamente por Argus, y luego luchando con la Sociedad Secreta de Supervillanos durante la Batalla de Metrópolis.

### "Un año después" / Seis Secretos
Se revela que Tetch estuvo involucrado en el complot del Gran Tiburón Blanco para incriminar a Harvey Dent por asesinar a varios criminales de Gótica en la historia de Detective Comics Face The Face. Sin embargo, la capacidad en la que está involucrado se deja vaga. La base de operaciones de Tetch en Gotham City es destruida luego de la búsqueda de un arma atómica por parte del ex Robin, Tim Drake, y el actual Capitán Bumerang, Owen Mercer. Aparece una grabación de Tetch en la pantalla de un monitor y les dice que el techo será el último sombrero que usarán cuando caiga sobre ellos. Robin y Boomerang escapan por poco del edificio. Más tarde, Cat-Man se le acerca y se une a los miembros de Seis Secretos para oponerse a la Sociedad Secreta de Supervillanos; lo han reclutado con la esperanza de una defensa contra las habilidades de control mental del Doctor Psycho. Cuando Rag Doll ataca a los Seis Secretos bajo el control del Dr. Psycho, Tetch se pone lo que él llama su "gorra de pensar" y sufre un ataque. Después del aterrizaje forzoso de los Seis, son atacados por la Patrulla Condenada, que estuvo a punto de detener a los Seis hasta que el Sombrerero Loco interviene y usa sus habilidades de control mental para someter a la Patrulla Condenada sin ayuda, yendo tan lejos como para casi hacer a Elasti-Girl comer a Beast Boy antes de que Scandal lo detenga.
En una edición posterior de Secret Six, Tetch revela que ha diseñado un sombrero para hacerlo feliz más allá de las medidas de lo que pueden hacer las drogas ilegales. También afirma que ha colocado dispositivos de escucha en miniatura alrededor de House of Secrets para controlar a sus compañeros. Después de revelar los verdaderos motivos de Scandal Savage para dejar el equipo, los Seis Secretos la persiguen y se encuentran en el templo de Vándalo Salvaje en las montañas, donde Doctor Psycho comienza a atacar al equipo. Tetch fácilmente toma ventaja sobre Doctor Psycho hasta que aparece Cheshire y lo apuñala por la espalda con una daga envenenada. Scandal atiende la herida de Sombrerero y Catman le administra un antídoto a Tetch. Mientras los Seis se enfrentan a Cheshire y Vándalo Salvaje, Sombrerero se enfrenta al Doctor Psycho uno a uno y sale victorioso a pesar de sus heridas, hiriendo gravemente al Dr. Psycho con la daga de Cheshire. Al final de la miniserie, Hatter salva a Scandal de caer y morir, y los Seis se hacen amigos de él. Mientras Hatter se para sobre la base destruida de Savage con Rag Doll, promete ser un muy buen amigo a cambio. Rag Doll luego empuja a Hatter desde el techo, aparentemente hasta su muerte, diciendo que "solo había espacio para un dandy freak en el equipo". Sin embargo, en la página final se revela que Tetch sobrevivió a la caída. Con el corazón roto, jura vengarse del resto de los Seis. Antes de los eventos de Gotham Underground, Tetch es víctima de sus propios dispositivos de control mental a manos de Tweedledum y Tweedledee. Los dos lo obligan a "dirigir" una pandilla de criminales relacionados con el País de las Maravillas llamada Wonderland Gang a través de varios atracos ingeniosos antes de que Batman deduzca que los Tweeds son los verdaderos autores intelectuales. Una vez que los tres regresan a Arkham, el Sombrerero rápidamente se venga de los dos, manipulándolos en una pelea sangrienta con sus chips de control mental.

### Gotham UndergroundySalvation Run
Más recientemente, El Sombrerero Loco aparece en Gotham Underground # 1 (agosto de 2007), junto con El Espantapájaros, Hugo Strange, Pingüino y Dos Caras, quienes se han reunido para ayudarlo a escapar de Gotham a la luz de la desaparición de otros villanos debido al Escuadrón Suicida y Amanda Waller secuestran y deportan villanos fuera del mundo en Countdown to Final Crisis. Sin embargo, durante su reunión, el Escuadrón Suicida irrumpe en el edificio y los arresta. Más tarde se lo ve en Hell World en Salvation Run # 2 (enero de 2008), lo que confirma que, de hecho, ha sido deportado fuera del mundo. Aparece brevemente durante el número final cuando los Parademonios atacan y escapa vivo del Hell Planet gracias al dispositivo de Lex Luthor.

### DC Infinite Halloween Special
En el primer número de DC Infinite Halloween Special, Sombrerero cuenta una historia en perspectiva en primera persona de un niño pequeño cuyos padres son asesinados ante sus ojos por un murciélago humanoide chupasangre. La historia sigue de cerca la historia de origen real de Batman y es una aproximación cercana al 'universo' de Red Rain (anotado en la serie Countdown Presents: The Search for Ray Palmer como Tierra-43), donde Batman es, de hecho, un vampiro.

### "Crisis final"
En la historia de DC de 2008 "Crisis final", Dan Turpin fue abordado por la Pregunta con respecto a una serie reciente de desapariciones de niños relacionadas con un grupo misterioso llamado The Dark Side Club. Posteriormente, Turpin descubre que el club está dirigido por Darkseid, quien ha tomado forma humana después de los eventos de Death of the New Gods. Está reuniendo a un grupo de niños e infundiéndoles la Ecuación Anti-Vida como parte de su plan más amplio para esclavizar y devastar a la raza humana. En Final Crisis # 2 (2008), Turpin descubre que Tetch desempeñó un papel fundamental al ayudar a Darkseid a reunir a los niños mediante el uso de sus sombreros de control mental. Turpin, dominado por una furia violenta que él mismo no comprende, golpea brutalmente a Tetch. Ante amenazas de daño cerebral, Tetch confiesa que los niños han sido llevados a Blüdhaven. Confundido e inseguro de sí mismo, Turpin luego se va y aborda un autobús a Blüdhaven. En Final Crisis Secret Files and Origins #1 también revela que los cascos Justifiers de Darkseid son una combinación de tecnología Apokoliptic y el circuito de control mental del Sombrerero.

### Secret Sixredux
Secret Six # 6 (febrero de 2009) revela que Mad Hatter ha contratado a los Seis para sacar a Tarántula de Alcatraz, para entregarla a ella y a una tarjeta "Get Out of Hell Free" creada por Neron a Gotham City. Hacerlo ha puesto a los Seis directamente en la línea de venganza de Junior, la hermana psicótica de Ragdoll. Junior cree que la carta de Neron es clave para salvar su alma de la condenación eterna y no se detendrá ante nada para recuperarla de Tarántula y los Seis. Parece que la ira de Junior no es la motivación detrás de que Tetch contrate a los Seis para realizar esta misión. Ha dejado en claro que su intención es asegurarse de que los Seis lleguen a salvo a Ciudad Gótica. La historia continúa y el plan completo de Tetch aún no se ha revelado, aunque se aclara en el mismo número que Tetch tiene la intención de asesinar a cada miembro de los Seis como parte de su venganza. Tetch observa cómo los Seis luchan contra Junior y sus matones en Gotham Bridge y cuando la batalla cesa, los confronta y les dice cómo lo traicionaron. Rag Doll arroja el sombrero de Tetch por el borde y Tetch salta detrás de él.

### "Batman: Life After Death"
Luego aparece Tetch, aparentemente ileso de su batalla con los Seis Secretos, trabajando con Pingüino, que planea matar al nuevo Máscara Negra. Ayuda al Pingüino a conectar un dispositivo de control mental a una máscara de gas, que se coloca en la cabeza de Batman para convertirlo en un títere para asesinar a Máscara Negra. La trama falla y Batman se recupera antes de matar a Máscara Negra. Después de esto, se muestra a Tetch una vez más encarcelado en Arkham. El contrata a Deathstroke el Exterminador y los Titanes para liberarlo y escapa justo antes de un motín masivo en la prisión.

### The New 52
En septiembre de 2011, The New 52 reinició la continuidad de DC. En esta nueva línea de tiempo, se retrata a Jervis Tetch sufriendo de hipogonadismo, lo que le impide madurar físicamente. Comienza a tomar testosterona, drogas que mejoran su estabilidad mental de forma permanente. Sus padres lo internan en Arkham Asylum después de que sufre un colapso psicótico inducido por las drogas, durante el cual comienza a referirse a sí mismo como "el Sombrerero Loco". Finalmente es liberado por el Conejo Blanco. Utiliza su tecnología de control mental para hacer que un tren de pasajeros lleno de gente se suicide, asistido por sus secuaces, los Hermanos Tweed. Luego usa su tecnología para volver locos a varios gothamitas. Batman finalmente frustra su plan y lo arroja a través de un techo de vidrio.
El Sombrerero Loco y los Hermanos Tweed aparecen después de que Máscara Negra escapa de Arkham Asylum. Cuando Máscara Negra intenta recuperar el control de su False Face Society, entra en conflicto con Sombrerero Loco, quien ve a Máscara Negra como un rival debido a las habilidades de control mental similares de Máscara Negra. Tanto Sombrerero Loco como Máscara Negra se involucran en la batalla, solo para que Batman intervenga y los someta a ambos.
El Sombrerero Loco resurge, vendiendo sus sombreros de control mental por toda Ciudad Gótica y realizando audiciones en su base de instalaciones de lanzamiento de misiles, todo para recrear un "día perfecto" que tuvo años antes en un parque temático con su novia de la infancia, Alice. Crea una réplica del parque temático en su base y toma el control de todas las personas a las que les vendió los sombreros para convertirse en peatones en el parque. Va a la casa de Alice, donde descubre, para su consternación, que ella se ha vuelto alcohólica y drogadicta. Él la mata a golpes para "sacarla de su miseria". Intenta lanzar una nueva Alice con "chicas mentalmente controladas", pero finalmente las mata por no alcanzar su ideal. Frustrado, hace que sus sujetos de control mental caminen hacia la alcantarilla y se ahoguen.
El Sombrerero Loco se obsesiona con la nueva novia de Bruce Wayne, Natalya Trusevich, y los Hermanos Tweed la secuestran. Ella rechaza los avances del Sombrerero Loco, pero él se da cuenta de que conoce la identidad secreta de Batman y la tortura para obtener la información. Al final, ella se niega a dar la información y él la arroja de un helicóptero a su muerte. Un Batman enfurecido lo persigue y casi lo ahoga, solo para revivirlo en el último minuto cuando su conciencia lo supera.

### DC Renacimiento
En la secuela de Watchmen, Doomsday Clock, el Sombrerero Loco se encuentra entre los villanos.

## Caracterización

### Habilidades
Si bien el Sombrerero Loco no tiene superpoderes inherentes, es un brillante 'neurotécnico' con un conocimiento considerable sobre cómo dominar y controlar la mente humana, ya sea a través de la hipnosis o por medios tecnológicos directos. Por lo general, el Sombrerero coloca sus dispositivos de control mental en el borde de los sombreros, pero también se sabe que utiliza otros dispositivos. Más recientemente, ha podido influir directamente en las mentes de otros a distancia sin ningún equipo aparente. Sin embargo, lo más probable es que este no sea un superhumano emergente con capacidad; Lo más probable es que su habilidad para miniaturizar y ocultar tecnología, y los avances en su tecnología original, probablemente le hayan permitido desarrollar tecnología que le permite usar un dispositivo oculto sobre su persona (como en su sombrero) para proyectar poderes de control mental de la manera de una habilidad metahumana como los poderes telepáticos.
El Sombrerero Loco no está por encima de usar sus propios inventos sobre sí mismo, como crear un sombrero que pueda causarle una dicha extrema, así como devolverle la lucidez cuando lo considere necesario.
A pesar de su pequeña estatura, se sabe que el Sombrerero Loco exhibe una fuerza y una agilidad sorprendentes de vez en cuando. En la novela gráfica Madness, se muestra al Sombrerero Loco defendiéndose de manera impresionante en una pelea a puñetazos con Batman sobre un tren en movimiento.

### Apariencia
El Sombrerero Loco ha pasado por muchos cambios en su apariencia física a lo largo de los años, pero el aspecto básico sigue siendo el mismo. En su debut, era un hombre de cabello castaño (o castaño rojizo) muy bajo. Cuando reapareció a principios de la década de 1980, fue representado como de estatura promedio, con cabello rubio. En años posteriores, volvió a ser bajo pero con el pelo blanco. Hoy en día, Tetch tiene el pelo rojo al igual que su impostor, pero su tamaño y estatura todavía parecen variar. Las constantes a lo largo de sus representaciones son una cabeza ligeramente demasiado grande y (más recientemente) dientes muy grandes. En Secret Six # 6 (diciembre de 2006), Tetch afirma sufrir macrocefalia.

## Apariciones en otros medios

### Televisión

#### Acción en vivo
- El Sombrero Loco aparece en Batman: The Series interpretado por el fallecido actor, David Wayne.
- El Sombrerero Loco se introdujo en la serie Gotham (interpretado por Benedict Samuel) en el capítulo 3 de la tercera temporada, titulado "Look into my eyes". Jervis Tetch llega a Gotham buscando a su hermana Alice, pero a su paso por ganarse un lugar en la ciudad dejará algunas muertes y algunos crímenes más.

#### Animación
- En las series del DC Animated Universe, el Sombrerero Loco apareció en tres, cuales fueron las siguientes:
  - El Sombrerero apareció en Batman: The Animated Series, donde es interpretado por el fallecido Roddy McDowall. En "Mad as a Hatter", aparece como un trabajador de Wayne Enterprises quien al crear microchips para controlar la mente, controla la mente de su secretaria Alicia (interpretada por Kimmy Robertson), su amor imposible, y la lleva a un mundo de ensueño parecido al País de las Maravillas del libro de Lewis Carroll, pero es detenido por Batman y llevado al Manicomio Arkham. Más tarde, aparece en "Perchance to Dream", donde engaña a Batman mostrándole un universo alternativo con todo lo que él desearía, pero al final es derrotado y enviado a Arkham de nuevo. También reaparece en el episodio "The Worry Men", donde crea a los Worry Men para robar dinero, pero Batman lo detiene. Reaparece en el episodio "Trial" (cual habría sido una película), donde hipnotiza a todo el personal del Manicomio Arkham, entre ellos al Dr. Bartholomew y a la Dra. Joan Leland, y donde es parte del jurado, pero luego Batman lo derrota a él y a Hiedra Venenosa al lanzarles al Espantapájaros encima. En "Make 'Em Laugh", él le vende sus chips al Guasón. Apareció por última vez en "Joker's Wild", jugado al ajedrez con el Espantapájaros, y también aparece al final, donde junto con Hiedra Venenosa y el Espantapájaros se queja cuando El Joker cambia de canal.
  - El Sombrero Loco reapareció en The New Batman Adventures, con un nuevo diseño, pero con la voz de Roddy McDowall nuevamente. Aparece en "Animal Act", donde hipnotiza a los animales y al personal del Haley's Circus (el circo donde trabajaba Dick Grayson), pero al final es detenido. Luego, vuelve a aparecer en el episodio, "Over the Edge", donde junto con Harley Quinn, el Ventrílocuo y Scarface, durante una entrevista sobre cómo era Batman, donde le da un pañuelo a Harley, pero al final nunca pasó, porque todo era una pesadilla de Batgirl, gracias al gas del miedo del Espantapájaros.
  - El Sombrerero Loco apareció en Superman: The Animated Series, otra vez con la voz de Roddy McDowall, donde es sospechoso de ser él que ha hecho uso de hipnosis para controlar a Bruce Wayne, por lo cual gracias al Pingüino, es encontrado junto con Bane y Enigma, pero demuestra su inocencia, puesto que el culpable era Brainiac. Esta fue la última vez en la que el Sombrero Loco apareció en el DCAU, puesto que McDowall falleció dos semanas antes de la emisión de este episodio crossover.
- El Sombrero iba a aparecer en The Batman, pero al final, no apareció por razones desconocidas. Muchos dicen que fue por el Bat-embargo, pero otros dicen que Christopher Nolan lo iba a hacer aparecer en la trilogía de The Dark Knight. Esta última podría ser posible, porque también se rumoreó que Enigma iba a ser el villano principal de The Dark Knight Rises, pero al final, resultó ser Miranda Tate/Talia al Ghul.
- El Sombrerero Loco apareció en Batman: The Brave and the Bold, en el episodio "Day of the Dark Knight", donde aparece como un recluso de Penitenciaria Iron Heigts, ya que Batman y Green Arrow lo derrotaron. Hizo cameos en "Legends of the Dark Mite", "Mayhem of the Music Meister!", y "Chill of the Night". Una versión de su fascinante sobrero apareció como trofeo en "A Bat Divided".
- El Sombrerero Loco hace su primera aparición en Young Justice: Outsiders, con la voz de Dwight Schultz. En el episodio "Triptych", Robin, Spoiler, Arrowette y Orphan rastrean a Clayface disfrazado de Sombrerero para encontrar la ubicación del verdadero. Aunque lo alcanzan, el Sombrerero Loco escapa con un joven con el que estaba experimentando. Más tarde informan a Wonder Woman que Sportsmaster liberó a Shade, para que Tetch pudiera implantarle su tecnología de control mental antes de entregarlo a Cheshire.
- El Sombrerero Loco aparece en el episodio de Harley Quinn, "Another Sharkley Adventure", con la voz de Griffin Newman. Esta versión se presenta como un asqueroso y pervertido para los demás debido a su comportamiento anormal, aunque niega repetidamente estas afirmaciones. Tetch secuestra a Harley Quinn y Batgirl e intenta usarlas como sujetos de prueba para sus sombreros de control mental, con los que planea esclavizar a los ciudadanos de Gotham, aunque el primero logra convencerlo de que la libere alegando que ambos son villanos. Sin embargo, Harley se arrepiente rápidamente de haber abandonado a Batgirl y regresa para rescatarla. Después de que Batgirl comenta que Harley no es tan malvada como ella cree que es, esta última golpea a Tetch hasta matarlo con su bate de béisbol para demostrarle lo contrario.

### Películas
- El Sombrerero habría aparecido en la primera película planeada de Batman: The Animated Series, pero esta fue desechada, y convertida en el episodio "Trial", de dicha serie.
- El Sombrerero Loco estuvo a punto de aparecer en la película Batman Triumphant, de Joel Schumacher. Los dos actores que eran más probables de ser elegidos para su papel eran Robin Williams y Rowan Atkinson (este último pudo haber sido el elegido, ya que es inglés, como el Sombrerero). Él habría sido uno de los antagonistas principales de la película, los otros eran el Espantapájaros, Harley Quinn y Man-Bat. Él tenía una historia similar a la Edward Nygma en Batman Forever (probablemente, su historia era de que fue despedido de Wayne Enterprises y mató a alguien sin que nadie se diera cuenta).
- Hubo rumores de que el Sombrerero Loco habría aparecido en The Dark Knight Trilogy, pero que al final, Christopher Nolan no le pareció buena idea.
- El Sombrerero aparece en la película animada Batman: Bad Blood, donde es un ayudante de Talia al Ghul.
- El Impostor Sombrerero Loco hace un cameo en la película cruzada de 2018 Scooby-Doo! & Batman: The Brave and the Bold como un preso de Arkham.

### Videojuegos
- El Sombrero Loco aparece en The Adventures of Batman and Robin, para Sega Genesis. Aparece como jefe, donde se hace con el control del Teatro de Ciudad Gótica, y tiene como ayudantes, robots basados en personajes de Alice in Wonderland.
- En la saga de Lego Batman, el Sombrero aparece en estos juegos:
  - En Lego Batman: The Videogame, el Sombrero es uno de los villanos del equipo del Guasón. Trata de matar a Robin y a Batman en la fábrica química de Ace, pero al final, ¿Batman le hunde el Sombrero a la cabeza y llama a las autoridades.
  - El Sombrero Loco aparece en Lego Batman 2: DC Super Heroes, donde escapa del Manicomio Arkham gracias al Guasón y a Lex Luthor. Se le encuentra en el Teatro de Ciudad Gótica, y tras ser derrotado, se vuelve un personaje comprable.
  - El Sombrero también aparece en Lego Batman 3: Beyond Gotham, donde es un personaje comprable, pero no forma parte de la historia. Esto lo convierte, junto con Polilla Asesina, Ra's al Ghul y Silencio en uno de los personajes que han aparecido en los tres juegos, pero no han sido hechos físicamente en sets de LEGO.
- En la saga Batman: Arkham, el Sombrero Loco aparece en estos juegos:
  - En Batman Arkham Asylum, el Sombrero Loco no aparece físicamente, pero en los alrededores del Manicomio Arkham, se puede encontrar unas tazas de té y unos platos, posiblemente colocados por él.
  - El Sombrero apareció en Batman: Arkham City. Aparece en la misión, "The Tea Party", donde expone a Batman a un adormecedor que le provoca alucinaciones.
  - El Sombrero Loco hizo una aparición en Batman: Arkham Origins, en la que se supone su primera aparición y primer enfrentamiento con Batman. En una misión secundaria del sistema "The Most Wanted", Jervis Tetch secuestra a una joven para que sea su Alicia, en un escenario ficticio en el Manicomio Arkham que rememora el País de las Maravillas. Su ingeniosidad con los chips hipnóticos, hará ver a Batman un mundo surrealista y lleno de peligros, como las misiones del Espantapájaros en Batman: Arkham Asylum.
  - El Sombrerero Loco aparece en Batman: Arkham Knight, que forma parte de un DLC llamado "La Era de la Infamia" que viene con misiones extra para el juego. En este se aparece afuera del GCPD (Departamento de Policía de Gotham)), siendo posteriormente encerrado e interrogado por Batman, a quien le dice que ha secuestrado a varios agentes de policía que se ubican en los maleteros de sus patrullas que se encuentran por toda la ciudad, por lo cual Batman tiene que salvarlos.